# Прутняк обыкновенный
Ви́текс свяще́нный, или Ви́текс обыкнове́нный, или Прутня́к обыкнове́нный, или Авраа́мово де́рево, или Целомудренник, или Мона́шеский пе́рец (лат. Vítex ágnus-cástus) — вид древовидных кустарников рода Витекс семейства Яснотковые (ранее относили к семейству Вербеновые).

## Ботаническое описание

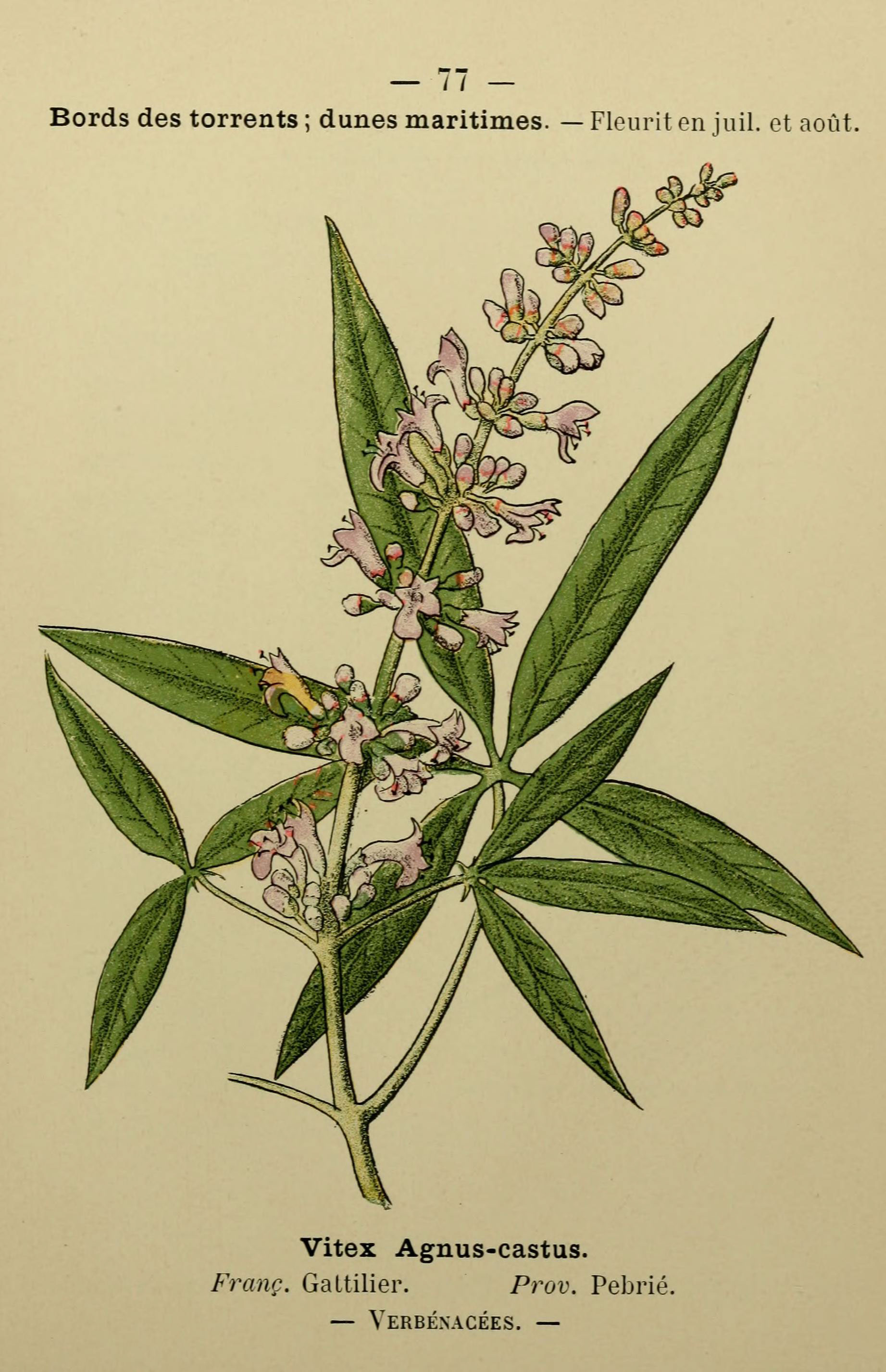
Ботаническая иллюстрация из книги Отто Пенцига Flore coloriée de poche du littoral méditerranéen de Gênes à Barcelone y compris la Corse, 1902

Витекс священный — древовидный кустарник высотой 4—8 м. Всё растение серовойлочное от густых прижатых волосков. Ветви бурые, четырёхгранные, с острым ароматом. Корень стержневой, хорошо разветвлённый, с большим количеством придаточных корешков.
Листья большие, зелёные, супротивные, пальчатосложные на длинных черешках (до 4 см), состоят из пяти—семи листочков, без прилистников. Листочки узколанцетные, острые, цельнокрайные или редкозубчатые, сверху матовые, зелёные, а снизу — седоватые от густого короткого опушения; длина 5—10 см.
Цветки многочисленные, бледно-лиловые, двугубые, собраны в густое прерывистое метельчато-колосовидные соцветия на верхушках ветвей. Чашечка пятичленная, сростнолистная, имеет трубчатую форму, в три раза короче веничка, длиной до 9 мм. Четыре тычинки, высоко выступающие над венчиком. Окраска венчика нежно-голубая.
Плод — чёрная, сухая четырёхгнёздная шаровидная костянка диаметром 3—4 мм. Плодоношение ежегодное, обильное.
Цветёт с июня до конца октября, плодоносит в октябре — ноябре.

## Распространение и экология
Ареал — Северная Африка (Алжир, Марокко, Тунис), вся Южная Европа (от Испании до Южного берега Крыма), Закавказье (Грузия, Армения и Азербайджан), и зона умеренного климата и субтропиков Азии: Передняя Азия (Турция, Кипр, Израиль), Средняя Азия (Таджикистан, Узбекистан, Туркменистан).
К почвам нетребователен, произрастает на каменистых, песчаных, суглинистых почвах, солевынослив. Растёт по берегам рек и арыков, по балкам, на побережье, образует небольшие заросли. Культивируется в садах как декоративное растение с 1570 года.
В культуре сравнительно легко размножается семенами (весенний и осенний посев), отводками, отпрысками и летними черенками. Опыляется насекомыми, возможно частичное самоопыление.  Живёт до 55-62 лет.
Образует ряд форм.

## Растительное сырьё
Лекарственным сырьём являются листья, цветки, плоды, ветви, реже кора.

### Сбор и хранение
Плоды убирают в период полной зрелости (сентябрь-октябрь), побеги с листьями — в период бутонизации или цветения (июнь), цветки — во время цветения, кору — весной или осенью.
Сушат сырьё на воздухе, плоды — в сушилках при температуре не выше 40 °C.

### Химический состав
Все части растения содержат иридоиды (аукубин, агнозид), флавоноиды (кастицин, изовитексин, ориентин, изоориентин), алкалоиды, дубильные вещества, витамины, микроэлементы, эфирное масло.
В листьях содержится аскорбиновая кислота (до 0,12 %), гликозид агнузид, эфирное масло (до 0,5 %), иридоиды, флавоноиды.
В семенах найдены иридоиды, флавоноидкастицин, жирное масло (около 10 %).
Плоды содержат органические кислоты (около 1,3 %) (муравьиная, уксусная, пропионовая, масляная, валериановая, капроновая), эфирное масло (0,63 %), алкалоиды (0,42 %), витамины, дубильные вещества (3,43 %), кумарины (0,44 %), флавоноиды.
Эфирное масло из плодов содержит пинен, цинеол, сабинен, пальмитиновую кислоту и другие компоненты. В состав эфирного масла из листьев входят: α- и β-пинены (40 %), цинеол (до 25 %), сабинен, пальмитиновая кислота, хинон, лимонен (1,5 %), n-цимол, линимол, камфара, борнилацетат.
Жирное масло из плодов содержит муравьиную, уксусную, пропионовую, масляную, валериановую, капроновую кислоты.

### Фармакологическое значение
Плоды и трава прутняка обыкновенного включены в Европейскую фармакопею, БТФ и фармакопеи ряда европейских стран. Помимо этого, в западноевропейской и азиатской медицинах плоды используются при недостаточной лактации, нарушениях менструального цикла, а также как мочегонное и раздражающее средство. Зрелые плоды в высушенном состоянии применяются в гомеопатии.

## Значение и применение

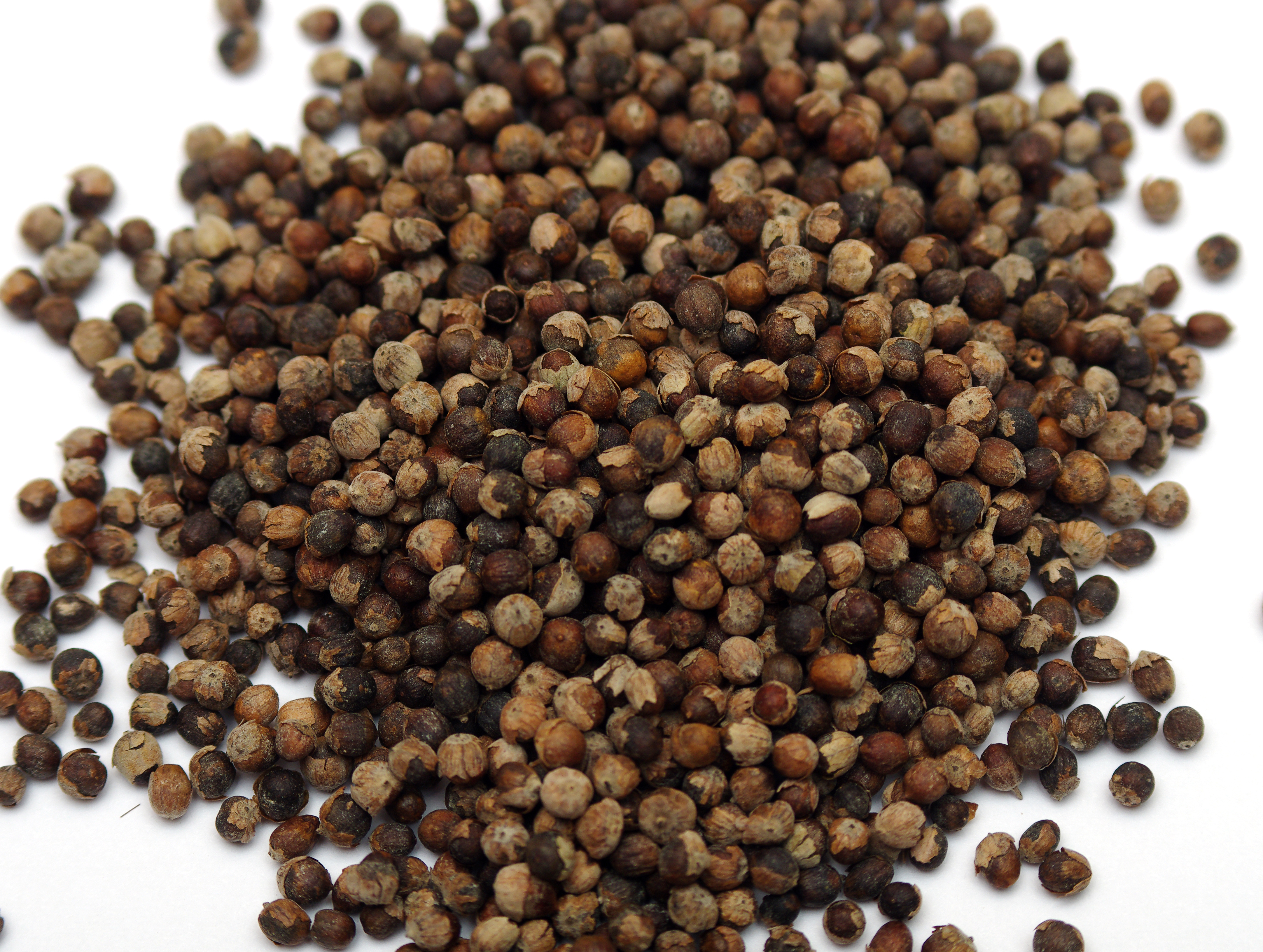
Монашеский перец

Ароматические плоды, остропряные семена и листья добавляют в мясные блюда, супы, варёные и полукопченые колбасы, рыбные консервы. Он хорошо сочетается со многими другими пряными растениями. При консервировании витекс применяют в качестве заменителя душистого перца.
Древесина серо-жёлтого цвета, ароматная. Гибкие и упругие ветки используют для изготовления корзин и садовой мебели. Само название «Vitex» произошло от латинского «viere» — вязать, в связи с использованием ветвей для плетения.
В мужском бодибилдинге используется для управления уровнем тестостерона.

### Применение в медицине

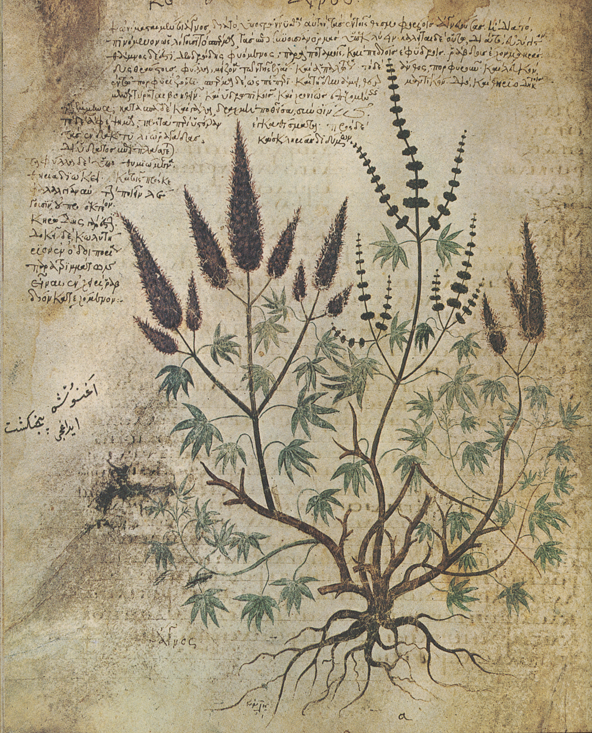
Витекс священный в Венском Диоскориде

Плоды, семена и листья применяют при малярии, хронических заболеваниях печени и селезёнки, женских болезнях. Спиртовую настойку из зрелых плодов используют также при различных заболеваниях, сопровождающихся подавленным настроением, при сперматорее и половом бессилии (импотенции).
В народной медицине плоды, семена и листья применяют при малярии, хронических заболеваниях печени и селезёнки. Отвар ветвей и плодов пьют при гонорее.
Препараты на основе витекса применяют в гинекологии при:
- предменструальном синдроме, сопровождающемся отёками, скудости менструаций или их отсутствии[14][15],
- ановуляторных циклах,
- нарушениях цикла после применения противозачаточных средств,
- при бесплодии, связанном с гиперпролактинемией[16][17],
- болях в груди[18][19].

На основе этого растения изготовляются препараты циклодинон, мастодинон, прегнотон, префемин, биоциклин и другие.

### Прочее
При введении в культуру следует иметь в виду, что он может давать удовлетворительные результаты на землях, не пригодных для возделывания других культур. Плантации можно закладывать по склонам для закрепления оползней. Благодаря высокой солевыносливости и высокой декоративности может употребляться для озеленения морских пляжей в качестве живой изгороди и групповой посадки. Цветы чрезвычайно охотно посещаются пчелами.

## Классификация
Витекс священный (лат. Vítex agnus-castus) входит в род Витекс семейства Яснотковые (ранее относили к семейству Вербеновые).
|  |                                                                              |                          |                          |                          |                                                                      |                          |                          |                        | |                        |                        |                        | |                        |                        |  | |  |  |  |
|  | отдел Цветковые, или Покрытосеменные (классификация согласно Системе APG II) |                          |                          |                          |                                                                      |                          |                          |                        | |                        |                        |                        | |                        |                        |  | |  |  |  |
|  |                                                                              |                          |                          |                          |                                                                      |                          |                          |                        | |                        |                        |                        | |                        |                        |  | |  |  |  |
|  | порядок Ясноткоцветные                                                       | порядок Ясноткоцветные   | порядок Ясноткоцветные   | порядок Ясноткоцветные   | порядок Ясноткоцветные                                               | порядок Ясноткоцветные   | порядок Ясноткоцветные   | порядок Ясноткоцветные | порядок Ясноткоцветные | порядок Ясноткоцветные | порядок Ясноткоцветные | порядок Ясноткоцветные | порядок Ясноткоцветные | порядок Ясноткоцветные | порядок Ясноткоцветные |  | ещё 44 порядка цветковых растений, из которых к ясноткоцветным наиболее близки Гарриецветные, Горечавкоцветные и Паслёноцветные |  |  |  |
|  |                                                                              |                          |                          |                          |                                                                      |                          |                          |                        | |                        |                        |                        | |                        |                        |  | ещё 44 порядка цветковых растений, из которых к ясноткоцветным наиболее близки Гарриецветные, Горечавкоцветные и Паслёноцветные |  |  |  |
|  | семейство Яснотковые                                                         | семейство Яснотковые     | семейство Яснотковые     | семейство Яснотковые     | семейство Яснотковые                                                 | семейство Яснотковые     | семейство Яснотковые     | семейство Яснотковые   | семейство Яснотковые | семейство Яснотковые   | семейство Яснотковые   |                        | ещё 20 семейств, в том числе Акантовые, Бигнониевые, Вербеновые, Геснериевые, Заразиховые, Кунжутовые, Маслиновые, Норичниковые, Подорожниковые |                        |                        |  | ещё 44 порядка цветковых растений, из которых к ясноткоцветным наиболее близки Гарриецветные, Горечавкоцветные и Паслёноцветные |  |  |  |
|  |                                                                              |                          |                          |                          |                                                                      |                          |                          |                        | |                        |                        |                        | ещё 20 семейств, в том числе Акантовые, Бигнониевые, Вербеновые, Геснериевые, Заразиховые, Кунжутовые, Маслиновые, Норичниковые, Подорожниковые |                        |                        |  | ещё 44 порядка цветковых растений, из которых к ясноткоцветным наиболее близки Гарриецветные, Горечавкоцветные и Паслёноцветные |  |  |  |
|  | подсемейство Viticoideae                                                     | подсемейство Viticoideae | подсемейство Viticoideae | подсемейство Viticoideae | подсемейство Viticoideae                                             | подсемейство Viticoideae | подсемейство Viticoideae |                        | ещё 7 подсемейств, в том числе Котовниковые (роды Базилик, Лаванда, Мелисса, Мята, Розмарин, Черноголовка, Шалфей и др.), Живучковые (Живучка и др.), Погостемоновые (Погостемон и др.) |                        |                        |                        | ещё 20 семейств, в том числе Акантовые, Бигнониевые, Вербеновые, Геснериевые, Заразиховые, Кунжутовые, Маслиновые, Норичниковые, Подорожниковые |                        |                        |  | ещё 44 порядка цветковых растений, из которых к ясноткоцветным наиболее близки Гарриецветные, Горечавкоцветные и Паслёноцветные |  |  |  |
|  |                                                                              |                          |                          |                          |                                                                      |                          |                          |                        | ещё 7 подсемейств, в том числе Котовниковые (роды Базилик, Лаванда, Мелисса, Мята, Розмарин, Черноголовка, Шалфей и др.), Живучковые (Живучка и др.), Погостемоновые (Погостемон и др.) |                        |                        |                        | ещё 20 семейств, в том числе Акантовые, Бигнониевые, Вербеновые, Геснериевые, Заразиховые, Кунжутовые, Маслиновые, Норичниковые, Подорожниковые |                        |                        |  | ещё 44 порядка цветковых растений, из которых к ясноткоцветным наиболее близки Гарриецветные, Горечавкоцветные и Паслёноцветные |  |  |  |
|  | род Витекс                                                                   | род Витекс               | род Витекс               |                          | ещё около 15 родов, в том числе Adelosa, Cornutia, Petitia, Tsoongia |                          |                          |                        | ещё 7 подсемейств, в том числе Котовниковые (роды Базилик, Лаванда, Мелисса, Мята, Розмарин, Черноголовка, Шалфей и др.), Живучковые (Живучка и др.), Погостемоновые (Погостемон и др.) |                        |                        |                        | ещё 20 семейств, в том числе Акантовые, Бигнониевые, Вербеновые, Геснериевые, Заразиховые, Кунжутовые, Маслиновые, Норичниковые, Подорожниковые |                        |                        |  | ещё 44 порядка цветковых растений, из которых к ясноткоцветным наиболее близки Гарриецветные, Горечавкоцветные и Паслёноцветные |  |  |  |
|  |                                                                              |                          |                          |                          | ещё около 15 родов, в том числе Adelosa, Cornutia, Petitia, Tsoongia |                          |                          |                        | ещё 7 подсемейств, в том числе Котовниковые (роды Базилик, Лаванда, Мелисса, Мята, Розмарин, Черноголовка, Шалфей и др.), Живучковые (Живучка и др.), Погостемоновые (Погостемон и др.) |                        |                        |                        | ещё 20 семейств, в том числе Акантовые, Бигнониевые, Вербеновые, Геснериевые, Заразиховые, Кунжутовые, Маслиновые, Норичниковые, Подорожниковые |                        |                        |  | ещё 44 порядка цветковых растений, из которых к ясноткоцветным наиболее близки Гарриецветные, Горечавкоцветные и Паслёноцветные |  |  |  |
|  | около 250 видов, в том числе Витекс священный                                |                          |                          |                          | ещё около 15 родов, в том числе Adelosa, Cornutia, Petitia, Tsoongia |                          |                          |                        | ещё 7 подсемейств, в том числе Котовниковые (роды Базилик, Лаванда, Мелисса, Мята, Розмарин, Черноголовка, Шалфей и др.), Живучковые (Живучка и др.), Погостемоновые (Погостемон и др.) |                        |                        |                        | ещё 20 семейств, в том числе Акантовые, Бигнониевые, Вербеновые, Геснериевые, Заразиховые, Кунжутовые, Маслиновые, Норичниковые, Подорожниковые |                        |                        |  | ещё 44 порядка цветковых растений, из которых к ясноткоцветным наиболее близки Гарриецветные, Горечавкоцветные и Паслёноцветные |  |  |  |
|  |                                                                              |                          |                          |                          | ещё около 15 родов, в том числе Adelosa, Cornutia, Petitia, Tsoongia |                          |                          |                        | ещё 7 подсемейств, в том числе Котовниковые (роды Базилик, Лаванда, Мелисса, Мята, Розмарин, Черноголовка, Шалфей и др.), Живучковые (Живучка и др.), Погостемоновые (Погостемон и др.) |                        |                        |                        | ещё 20 семейств, в том числе Акантовые, Бигнониевые, Вербеновые, Геснериевые, Заразиховые, Кунжутовые, Маслиновые, Норичниковые, Подорожниковые |                        |                        |  | ещё 44 порядка цветковых растений, из которых к ясноткоцветным наиболее близки Гарриецветные, Горечавкоцветные и Паслёноцветные |  |  |  |
|  |                                                                              |                          |                          |                          |                                                                      |                          |                          |                        | ещё 7 подсемейств, в том числе Котовниковые (роды Базилик, Лаванда, Мелисса, Мята, Розмарин, Черноголовка, Шалфей и др.), Живучковые (Живучка и др.), Погостемоновые (Погостемон и др.) |                        |                        |                        | ещё 20 семейств, в том числе Акантовые, Бигнониевые, Вербеновые, Геснериевые, Заразиховые, Кунжутовые, Маслиновые, Норичниковые, Подорожниковые |                        |                        |  | ещё 44 порядка цветковых растений, из которых к ясноткоцветным наиболее близки Гарриецветные, Горечавкоцветные и Паслёноцветные |  |  |  |
|  |                                                                              |                          |                          |                          |                                                                      |                          |                          |                        | |                        |                        |                        | ещё 20 семейств, в том числе Акантовые, Бигнониевые, Вербеновые, Геснериевые, Заразиховые, Кунжутовые, Маслиновые, Норичниковые, Подорожниковые |                        |                        |  | ещё 44 порядка цветковых растений, из которых к ясноткоцветным наиболее близки Гарриецветные, Горечавкоцветные и Паслёноцветные |  |  |  |
|  |                                                                              |                          |                          |                          |                                                                      |                          |                          |                        | |                        |                        |                        | |                        |                        |  | ещё 44 порядка цветковых растений, из которых к ясноткоцветным наиболее близки Гарриецветные, Горечавкоцветные и Паслёноцветные |  |  |  |
|  |                                                                              |                          |                          |                          |                                                                      |                          |                          |                        | |                        |                        |                        | |                        |                        |  | |  |  |  |
|  |                                                                              |                          |                          |                          |                                                                      |                          |                          |                        | |                        |                        |                        | |                        |                        |  | |  |  |  |

|                                                            |  |  |  |
| Слева направо: Цветущее растение. Листья. Соцветие. Плоды. |  |  |  |